# Octachlortrisilan
Octachlortrisilan ist eine anorganische Verbindung aus der Gruppe der Chlorsilane.

## Herstellung
Bei vielen Reaktionen entstehen komplexe Gemische von Chlorsilanen, die aber überwiegend aus Tetrachlorsilan und Hexachlordisilan bestehen und nur wenig Octachlortrisilan und andere längerkettige Verbindungen enthalten. Zu diesen Reaktionen gehört beispielsweise die Behandlung von Magnesiumsilicid oder Ferrosilicium mit elementarem Chlor. Wird gasförmiges Tetrachlorsilan über elementares Silicium geleitet entstehen in einer Komproportionierung oligomere Chlorsilane, insbesondere Hexachlordisilan und Octachlortrisilan.

## Eigenschaften und Reaktionen
Octachlortrisilan weist einen Schmelzpunkt von −67 °C und einen Siedepunkt von 210–213 °C auf. Wird es mit geringen Mengen Trimethylamin umgesetzt, disproportioniert es zu Hexachlordisilan und Dodecachlorpentasilan. Aus Octachlortrisilan können in einer Reaktion mit einem Nickel-Katalysator Silicium-Nanodrähte hergestellt werden.